# 17048 Nicolesegaran
17048 Nicolesegaran este o planetă minoră (asteroid) din centura de asteroizi. A fost descoperită pe 19 martie 1999 la Experimental Test Site⁠(d) de Lincoln Near-Earth Asteroid Research. 
Obiectul prezintă o orbită caracterizată de o semiaxă mare de 2,1819882 UAi, o excentricitate de 0,17, o înclinație de 1,32297 ° în raport cu ecliptica.